# Eurociné 33 Champs-Elysées
Pour plus de détails, voir Fiche technique et Distribution.
Eurociné 33 Champs-Elysées est un  
documentaire français réalisé par Christophe Bier, sorti en 2013.

## Fiche technique
- Réalisation : Christophe Bier
- Scénario : Christophe Bier sous le nom d'"A. M. Kriek"
- Production : Sony A. Medin (Sonia Medina) pour Esperanza Productions, Ciné +, Cinaps TV, avec la participation du Centre National du Cinéma et de l'Image Animée.
- Année : 2013
- Pays :  France

## Distribution
- Christophe Bier : le grand reporter

et dans leurs propres rôles
- Monika Swuine : Monica Swinn
- Roger Darton
- Jean-Pierre Bouyxou : Jean-Pierre Buixou
- Gilbert Roussel : William Russel
- Alain Deruelle : Allan W. Steeve
- Patrice Rhomm : Mark Stern
- Daniel Lesoeur : Dan L. Simon

## Autour du film
- Avant-première : Vendredi 22 mars 2013, à 20h, à la Cinémathèque française, dans le cadre d'une soirée Cinéma bis consacré à Eurociné, suivi d'Une cage dorée (Des filles dans une cage dorée), en présence de Christophe Bier et Daniel Lesoeur.